# Шепсескаре
Шепсескаре је био египатски фараон за време Старог царства, док су Горњи и Доњи Египат и даље били уједињени. Био је владар Пете династије (2494. п. н. е. — 2345. п. н. е.). Процењује се да је владао од око 2426. п. н. е. до 2419. п. н. е. Сматра се да је био четврти или пети владар ове династије, а уједно је био и најмање познат владар.
Шепсескареова веза са његовим прецима и наследницима није поуздана. Према неким историјским изворима, сматра се да је владао седам година и да је наследио свог оца Нефериркаре Какаиа, по чему се закључује да је био четврти владар династије. По овој теорији наследио га је Неферефре. Са овом теоријом слаже се већина египтолога.
Међутим, неки египтолози као што је Мирослав Вернер тврде да је владао само неколико месеци, за шта је доказ недовршена пирамида у Абусиру. Такође, по Вернеровој теорији, Шепсескаре је био син Сахуреа, другог владара Пете династије. По овој теорији Шепсескаре је владао после, а не пре Неферефреа.

## Хронолошка позиција
Међу египтолозима важи традиционално мишљење да је Шепсескаре био наследник Нефериркаре Какаиа и претходник Неферефреа. Истраживајући раних 1980-их година, чешки египтолог Мирослав Вернер поставио је хипотезу да је Шепсескаре наследио, а не претходио Неферефреу. Такође, познато је да Неферефре био најстарији син Нефериркаре Какаиа и да је имао око двадесет година када му је отац умро и када је преузео трон. Шепсескаре је врло вероватно преузео трон након Неферефреа.

## Породица
Научник Слајк Рот сматра да је Шепсескаре био син Нефериркаре Какаиа, а брат Неферефреа. Супротно томе, Вернер сматра да је Шепсескаре био син Сахуреа, који је успео да преузме власт после преране смрти Неферефреа. Ово би објаснило близину Шепсескарове недовршене пирамиде Сахуриној пирамиди. Откриће Мирослава Вернера и Тарек Ел Авдија из 2005. године, показује да су Сахуре и његова жена Меретнебти имали два сина Ранафера и Нетјериренреа, за које се претпоставља да су били близанци. Вернер и Авди спекулишу да када су Ранафер и Неферефре постали фараони, Нетјериренре је покушао да преузме трон након њихове смрти. Ово доводи до хипотезе да Шепсескаре у ствари владарско име Нетјериренреа. Могуће је да се Шепсескареова владавина завршила изненадном смрћу, или да му је трон преузео Њусере Ини, Неферефреов млађи брат и млађи син Нефериркаре Какаиа и његове жене Кентакус II.

## Пирамида
Верује се да недовршена пирамида у северном делу Абусира, између Усеркафовог храма и Сахурине пирамиде, припада Шепсескареу. Пирамида је откривена 1980. године од стране чехословачког археолошког тима који је водио Мирослав Вернер, и верује се да је изградња заустављена након само пар недеља или месеци. Површина терена на којем је требало да се гради пирамида је око 100 m2. Техника грађења је слична код свих пирамида које су градили владари Пете династије, која се може видети и код Неферефреове пирамиде, такође незавршене. Поред технике грађења и локације незавршене пирамиде је у близини пирамида осталих владара Пете династије, што такође показује да је пирамида припадала Шепсескареу. Да је пирамида завршена, достигла би висину од око 73 m , што је слично висини пирамиде Нефериркаре Какиа.

## Неферефреов храм
Могуће је да је Шепсескаре наставио изградњу погребног комплекса свог претходника. Неферефре је умро након кратке владавине, а његова пирамида је била далеко од завршене тако да чак ни погребна просторија није била изграђена. Планирану пирамида је на брзину претворена у квадратну мастабу, а погребни храм је завршен током владавине Ниусереа. Присуство печата Шепсескара у најстаријем делу мртвачнице указује да је и он можда градио део објекта. Докази су несигурни: ови печати су могли бити стављани у кутије које су после померене у оставе. На пример, печате Усеркафа, Сахуреа и Нефериркаре Какаиа су такође пронађени у храму, тројице фараона који су умрли пре владавине Неферефреа.